# Trosteaneț
Trostianeț (în ucraineană Тростянець) este un oraș din Ucraina.